# ذيفان الخناق
ذيفانُ الخناقُ أو ِذيفانٌ خَناقي هو سُّميّن خارجي تفرزه الوتدية، البكتيريا مُمرِاض التي تسبب الخناق. يكون ترميز جين السم بواسطة طَليعَةُ العاثِيَة (فيروس يُدخل نفسه في جينوم البكتيريا المضيفة). يسبب السم المرض عند البشر عن طريق الدخول إلى سيتوبلازم الخلية وتثبيط تخليق البروتين.

## روابط خارجية
- Diphtheria+Toxin في المكتبة الوطنية الأمريكية للطب نظام فهرسة المواضيع الطبية (MeSH).

- كيف يعمل ذيفان الدفتيريا - الرسوم المتحركة